# Gang des Amazones
Le gang des Amazones ou Les Amazones est une association de malfaiteurs spécialisée dans les braquages en 1989 et 1990. Il opère dans le département du Vaucluse, dans les communes de la région d'Avignon, et est à l'origine de sept braquages. Le gang est composé de cinq amies d'enfance dont deux sont aussi sœurs. Elles se griment en hommes pour commettre leurs braquages.

## Origines du gang
Les membres du gang sont Hélène, Laurence, Carole, Fatija dite Cathy et sa sœur Malika,, toutes dans la vingtaine. Amies d'enfance, elles se lancent dans des braquages principalement pour aider l'une d'elle, mère seule avec trois enfants, et pour subvenir à leurs besoins. Elles sont en effet toutes célibataires et vivent dans la pauvreté, trouvant seulement des petits boulots,. Elles se griment en hommes pour commettre leurs braquages.
Le déclencheur est l'obligation pour l'une d'elle de rembourser un trop-perçu de la Caisse d'allocations familiales d'un montant de 9 000 francs. En outre, elles vivent dans les HLM de L'Isle-sur-la-Sorgue, une des communes les plus riches du sud de la France prisées des gens fortunés l'été. Cela accentue leur sentiment d'amertume.

Hélène, une des membres du gang explique : 
« On n'avait pas assez d'argent pour nourrir correctement nos enfants, on en a eu marre. Il fallait trouver une solution. Je me sentais incapable de me prostituer, de vendre de la drogue ou de voler des gens. La seule solution, c'était le braquage. » 
Les armes que les membres du gang utilisent ne sont pas chargées. 

## Attaques de banques imputées au gang et butin
Elles commettent sept braquages dans la région de Cavaillon et de L'Isle-sur-la-Sorgue, dont
- le Crédit agricole de L'Isle-sur-la-Sorgue[5] (116 000 francs)[3],
- le Crédit agricole de Caumont-sur-Durance[7] (26 000 francs)[3],
- le Crédit agricole de Caumont-sur-Durance[7] (73 000 francs)[3],
- le Crédit agricole de Cavaillon[7] (30 000 francs)[3],
- le Crédit lyonnais du Pontet (40 000 francs)[3], le butin, piégé, est abandonné[3].
- le Crédit agricole de  Saint-Saturnin-lès-Avignon[7] (52 000 francs)[3],
- une agence d'intérim[4].

Le butin des braquages, environ 300 000 francs, est dépensé pour nourrir leurs enfants, leur offrir des cadeaux et acheter une voiture d’occasion.

## Dans la culture populaire

### Documentaire
Sólveig Anspach a réalisé un documentaire sur leur aventure, intitulé Que personne ne bouge en 1998.

### Film
L'histoire de ses femmes est adaptée au cinéma par Mélissa Drigeard dans le film Le Gang des Amazones en 2025. Les rôles des braqueuses sont tenus par Izïa Higelin, Lyna Khoudri, Laura Felpin, Mallory Wanecque et Kenza Fortas.

### Théâtre
La compagnie Les Point Nommées adapte l'histoire du gang des Amazones dans la pièce de théâtre Trois Paquets de clopes et une 5 R. La pièce est jouée en février 2025.

## Fin du gang
Après une pause de quatorze mois, elles sont arrêtées en 1991 lors de leur huitième braquage, dans la maison d'un forain qui a licencié Laurence. Après quatre mois de prison préventive, elles sont libérées sous contrôle judiciaire. Elles reprennent toutes une vie normale. Leur procès se tient du 18 au 20 septembre 1996 devant la cour d'assises du Vaucluse, après un délai volontairement long. Elles sont condamnées à des peines courtes avec sursis. Elles quittent le tribunal libres. Elles étaient en théories passibles de la prison à perpétuité. Le réquisitoire était de dix ans de prison ferme. Le tribunal a considéré que leur réinsertion entre 1991 et 1996 témoigne du fait qu'elles ne sont pas des délinquantes récidivistes,.

## Contexte social et politique
Le Président de la République de l'époque est François Mitterrand et le Premier ministre Michel Rocard, tous deux membres du Parti socialiste français. Le gang des Amazones officie dans une période ou cohabitent la crise et les années fric. Ces deux tendances sont représentées d'un côté par le film Un monde sans pitié (1989) et de l'autre par l'ascension de Bernard Tapie. 